# Henri Letondal
Pour les articles homonymes, voir Letondal.
Henri Letondal (28 juin 1901 à Montréal - 15 février 1955 à Hollywood aux États-Unis) était un comédien, animateur de radio, critique, musicien et homme de théâtre québécois.

## Biographie
Henri Letondal a appris le violoncelle avec Gustave Labelle. Il devint, en 1921, critique des spectacles et de concerts à La Patrie, quotidien montréalais dont il sera le correspondant à Paris entre 1925 et 1929. 
Il commença sa carrière artistique au Monument national au début dans les années 1920 en créant des troupes de théâtre proposant un répertoire francophone moderne. Entre autres, il amena la création en 1922 et 1923 de pièces de Charles Vildrac à Montréal. Ces tentatives, jugées trop modernes, déplurent fortement aux spectateurs et aux critiques, 
À la radio (CKAC), il anime l'émission L'Heure provinciale avec Juliette Béliveau de 1929 à 1938. Cette émission sera commanditée par le gouvernement du Québec et vouée à la promotion des musiciens et compositeurs québécois. Devenu le directeur des relations publiques de France-film, il fonda en 1930 un cabaret de chanson sur la rue Saint-Denis à Montréal, Le Chat botté, devenu Mon Paris en 1937, où des chanteurs classiques donnaient parfois des récitals. 
Il se produit aussi, entre 1930 et 1945, comme comédien et metteur en scène sur la plupart des scènes montréalaises, notamment au Stella, au Monument national, au His Majesty's et à L'Arcade. 
Il eut un rôle important dans la création de l'Orchestre symphonique de Montréal en militant publiquement pour sa création au début des années 1930.
En 1938, débute à la station de radio montréalaise CKAC la très importante série Le théâtre de chez nous', où Henri Letondal signera plus de 200 pièces durant les neuf années de l'émission (1938-1947). Il sera aussi l'auteur de quelques feuilletons radiophoniques, dont La Famille Gauthier (1939-1940) et Le Capitaine Bravo (1940-1944). 
En 1941, Henri Letondal fut un des premiers artisans (scripteur et animateur) de l'émission Les Joyeux Troubadours (radio de Radio-Canada). Il y tiendra un rôle actif jusqu'à ce qu'il décide de tenter sa chance à Hollywood. Clément Latour le remplacera aux Joyeux Troubadours.
Il vécut la fin de sa carrière à Hollywood qui sera ponctuée de nombreux séjours à Montréal. Il y tiendra des rôles de soutien dans une vingtaine de films. Sa collaboration la plus significative fut pour le film Le Fil du rasoir (The Razor's Edge) (1946).
Il mourut en Californie en 1955.
Il était le fils d'Arthur Letondal (pianiste, organiste, professeur, musicographe) et le petit-fils de Paul Letondal (pianiste, organiste, violoncelliste, professeur), originaire de Franche-Comté (France) et qui arrive à Montréal en 1852. Vraisemblablement le premier musicien aveugle à se fixer au Canada, Paul Letondal a eu un rôle important dans le développement de la musique classique à Montréal au XIXe siècle.

## Hommages
La rue Henri-Letondal a été nommée en son honneur, en 1986, dans la ville de Québec.

## Cinéma et télévision
- 1946 : Le Fil du rasoir (The Razor's Edge) : Police Inspector at Sophie's Death
- 1946 : L'Impératrice magnifique (Magnificent doll) : Count D'Arignon
- 1947 : La Forteresse : Edward Durant
- 1947 : La Fière Créole (The Foxes of Harrow) : Maspero
- 1947 : Crime Doctor's Gamble (1947) : Louis Chabonet
- 1948 : La Grande Horloge (The Big Clock) : Antique Dealer
- 1948 : L'Amour sous les toits (Apartment for Peggy) (1948) : Prof. Roland Pavin
- 1949 : Mother Is a Freshman (1949) : Prof. Romaine
- 1949 : Come to the Stable (1949) : Father Barraud
- 1949 : Madame Bovary (Madame Bovary) : Guillaumin
- 1950 : J'ai trois amours (Please Believe Me) : Jacques Carnet
- 1951 : Mariage Royal (Royal Wedding) : Purser
- 1951 : Sur la Riviera (On the Riviera) : Louis Foral
- 1951 : Kind Lady : Monsieur Malaquaise
- 1951 : Au-delà du Missouri (Across the Wide Missouri) : Lucien Chennault (French trader at rendezvous)
- 1951 : Dix de la légion (Ten Tall Men) de Willis Goldbeck : Administrateur
- 1952 : Dangerous Assignment (1 épisode, 1952)
- 1952 : Au pays de la peur (The Wild North) (1952) : John Mudd
- 1952 : Les Rois de la couture (Lovely to Look at) : Creditor
- 1952 : Deux Durs à cuire (What Price Glory) : Cognac Pete
- 1952 : La Captive aux yeux clairs (The Big Sky) : Labadie
- 1952 : Chérie, je me sens rajeunir (Monkey Business) : Dr. Jerome Kitzel
- 1953 : La Légion du Sahara (Desert Legion) de Joseph Pevney : General
- 1953 : The Mural TV épisode
- 1953 : Fireside Théâtre (1 épisode, 1953)
- 1953 : Le Bagarreur du Pacifique (South Sea Woman) : Alphonse
- 1953 : Traversons la Manche (Dangerous When Wet) : Joubert
- 1953 : Le Petit Garçon perdu (Little Boy Lost) : l'employé du service des recherches
- 1954 : Yankee Pasha : Clerk
- 1954 : La Sirène de Bâton Rouge (The Gambler from Natchez)  : Robert Renard, Police Prefect
- 1954 : The Adventures of Falcon  : Fanchet (1 épisode, 1954)
- 1954 : Deep in My Heart : François
- 1955 : A Bullet for Joey : Dubois - Maple Leaf Farms

## Sources
- « Henri Letondal » (présentation), sur l'Internet Movie Database
- Gilles Potvin, « Henri Letondal » sur L'Encyclopédie canadienne
- Pierre Pagé, Le comique et l'humour à la radio québécoise, Vol. 2, Fides, 1976, P.13-14